# Matcha Phorn-in
Matcha Phorn-in (en tailandés: มัจฉา พรอินทร์ ; c.1979/1980) es una activista feminista tailandesa por los derechos indígenas y LGBT.

## Trayectoria
Phorn-in era hija de madre soltera, creció en Tailandia del Nordeste, como miembro de una minoría étnica, lo que la llevó a sufrir acoso escolar. Comenzó a trabajar a los 9 años.
Phorn-in pudo asistir a la universidad gracias a recibir una beca. Tras graduarse, participó en un programa de posgrado de un año en la Universidad Thammasat.
Phorn-in es la directora ejecutiva de Sangsan Anakot Yaowachon, una organización que fundó en 2007 y que apoya a jóvenes de comunidades marginadas, principalmente en las aldeas de la frontera de Tailandia con Myanmar. Durante la primera década de la organización, pudo otorgar becas a 1.000 niñas, pero el programa se suspendió a fines de la década de 2010 debido a la falta de apoyo financiero.
Phorn-in es miembro de la junta directiva del Día Internacional de la Igualdad Familiar (IFED), y exmiembro de la junta directiva de la Asociación Internacional de Lesbianas, Gays, Bisexuales, Trans e Intersex de Asia. Es miembro del consejo regional del Foro Asia-Pacífico sobre Mujeres, Derecho y Desarrollo (APWLD).
Phorn-in también se ha pronunciado a favor del aborto legal hasta las veinte semanas, en comparación con el estándar legal más estricto de Tailandia de doce semanas.
En 2020 y 2021, Phorn-in criticó al gobierno tailandés por no brindar ayuda financiera a las minorías étnicas, que sufrieron más duramente la pandemia de COVID-19.

## Reconocimientos
En 2023, Phorn-in fue incluida en la lista de 100 Women de la BBC.

## Vida personal
Phorn-in es lesbiana. Su pareja también trabaja en Sangsan Anakot Yaowachon. Phorn-in tiene una hija adoptiva, su sobrina biológica, nacida a principios de la década de 2000. Sin embargo, no pudo adoptarla legalmente hasta que se convirtiera en adulta legal, ya que su familia extendida se opuso a que Phorn-in tuviera una mujer como pareja.
Phorn-in y su familia viven en San Kamphaeng, Chiang Mai. En 2016, un vecino provocó varios incendios cerca de su casa, que Phorn-in atribuyó a la homofobia; sin embargo, a pesar de los informes presentados a la policía, no se tomó ninguna medida al respecto.